# Климів Іван Степанович
Іва́н Степа́нович Кли́мів (псевдо: «Арідник», «Куліба», «Мармаш», «Легенда»; 29 жовтня 1909, с. Сілець, нині Шептицького району Львівської області — 4 грудня 1942, м. Львів) — крайовий провідник на північно-західних українських землях (ПЗУЗ), міністр політичної координації в Українському Державному Правлінні, генерал-політвиховник УПА (посмертно).
Лицар Золотого Хреста Заслуги (посмертно).

## Життєпис

### Дитинство. Юність
Народився в багатодітній заможній сім'ї. Його батько — сільський війт і свідомий українець мріяв дати своїм чотирьом синам добру освіту. Вони всі навчалися в Сокальській гімназії (Іван в 1921–1929 рр.), але життя Степана та Василя невдовзі обірвалося.

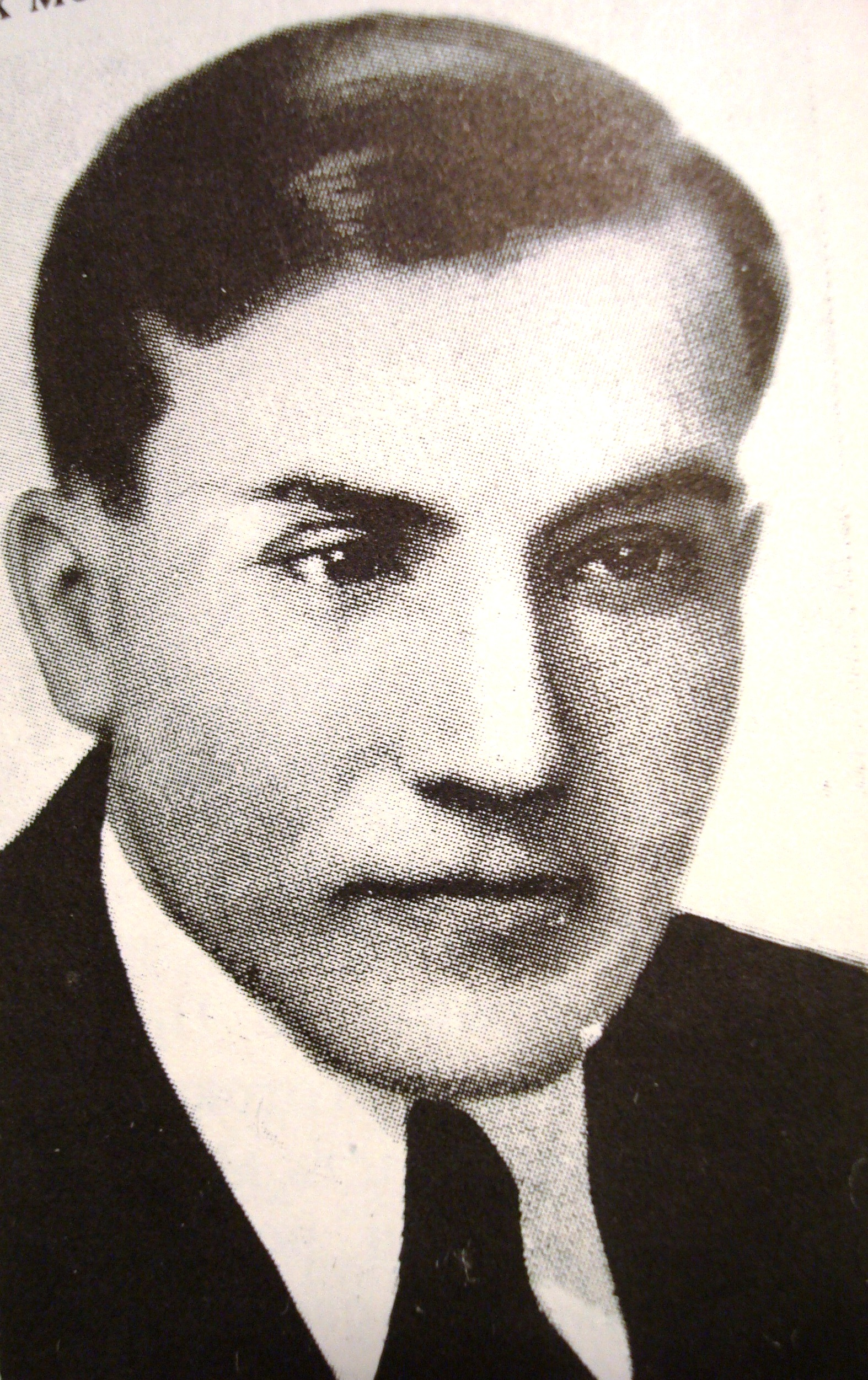

Навчаючись в гімназії, Климів був членом «Пласту» (9-й курінь ім. Петра Дорошенка, Сокаль).
Іван та Григорій продовжили навчання на факультеті права Львівського університету.
Вчився Іван відмінно, виділявся з-поміж друзів феноменальною пам'яттю, невластивим для свого віку мисленням та революційністю.

### Довоєнна діяльність в ОУН
Став членом ОУН. А невдовзі його вже знали як одного з найдіяльніших провідників організації на Сокальщині. Поліція та її агенти не спускали з нього очей.
У травні 1932 році його заарештували, львівський суд виніс вирок: шість місяців тюремного ув'язнення.
У 1935 році Іван Климів — провідник Екзекутиви ОУН Сокальщини, член Крайової Екзекутиви ОУН Північно-Західних Українських Земель (ПЗУЗ) у 1935–1937. За цей час він встиг побувати в'язнем табору у Березі Картузькій (серпень 1935 — січень 1936).
Климів поставив перед організацією завдання «ламати сокальський кордон» і вкривати мережею ОУН міста й села Волині. Невдовзі цього було досягнуто. Та поліція розпочала масові арешти української молоді й студенства Волині. В лютому 1937 року був арештуваний і Іван Климів. А 31 серпня того ж року на судовому процесі, що відбувся в Луцьку, йому дали найбільшу міру покарання — десять літ тюремного ув'язнення.

### Друга світова війна

#### Період 1939—1941
У вересні 1939, з початком німецько-польської війни, яка закінчилася розвалом Речі Посполитої, він вийшов на волю з тюрми м. Седльце (адміністрація відпустила в'язнів).
10 лютого 1940 р. на нараді революційного крила ОУН, на якій було проголошено створення Революційного проводу, підтримав С. Бандеру. Учасник військових курсів ОУН в Кракові в 1939—1941 рр. На початку 1940 р. очолив крайовий провід ПЗУЗ. У грудні цього ж року змінив Д. Мирона на посту провідника Крайової екзекутиви ОУН на ЗУЗ (сам Климів використовува назву Матірних українських земель (МУЗ), тобто ЗУЗ, ПЗУЗ і Буковина під радянською окупацією). Організатор розбудови підпільної мережі ОУН і підготовки до повстання проти радянської влади в передвоєнний час. Через Ю.Стефаника — сина видатного письменника В. Стефаника залучив до ОУН(б) діячів з Великої України Пантелеймона Сака і Йосипа Позичанюка.
Степан Мудрик-Мечник, який в цей період був зв'язковим між Іваном Климівим та Степаном Бандерою, так згадував про «Легенду»:

| Легенда був людиною небувалої пам'яти. Він мав у голові назви всіх районів Волині та Галичини, псевдоніми і правдиві прізвища, починаючи від повітових, закінчуючи обласними, і клички до них. Крім того, він особисто утримував зв'язки з поважними громадянами, які не були членами ОУН, у тому числі із священиками. Цілими ночами він був у дорозі, то в одній окрузі, то в другій. Дрогобицька область, Львівська область, Волинь — він зміняв місця свого постою з блискавичною швидкістю. В ОУН він був дійсною легендою. Він мав підібраних добрих членів ОУН. Вони були міцно загартовані і на його слово, не вагаючись, ішли на кожний ризик... Я часто бував близько Легенди, не раз перебував з ним поруч цілими днями й ночами. Він не мав жодних лихих звичок, не вживав жодного алькоголю, не курив і ніколи не говорив про свої особисті пляни, бо просто-напросто їх не мав, а жив тільки для української визвольної справи. Завдяки його наполегливості, в кожній найменшій місцевості була створена станиця ОУН. Мережею ОУН було вкрито всю Волинь і Галичину. На той час Легенда почав опрацьовувати плян подвійної сітки ОУН. На випадок провалу однієї, автоматично мала вступити в дію друга, і таким чином робота йшла б далі безперебійно. Він намагався все передбачити й запобігти кожному нежданому випадкові. В запасі в нього був завжди певний контингент людей, які могли б заступити на провідних постах тих, хто вибув з якихось причин. Розбудована Легендою сітка мала найдосконаліші форми. Тим то вона лишилася чинною рушійною силою й надалі, коли одного окупанта замінив другий, а тоді прийшов на зміну знову перший. З Революційним Проводом і з провідником Степаном Бандерою Легенда перебував у найтіснішому контакті, й між ними існувало повне довір'я. Першим його псевдонімом (перед «Легенда») було - Гриць Мармаш. Це був псевдонім його брата, члена ОУН, який загинув у польській тюрмі. Іван Климів змінив цей псевдонім на «Легенда», коли він був розконспірований. Особливою пошаною користувався Легенда серед робітництва. Більшовики полювали за ним з великим завзяттям. Його рідне село було обставлене спеціяльними сексотами. Під ту пору терор НКВД взагалі набирав на силі. Дії ОУН непокоїли ворога, і в загальній тривожній передвоєнній атмосфері це була та сила, яка являла собою для окупанта головну небезпеку... ...Одна деталь до характеристики Леґенди. Він завжди мав при собі грубий нотатник у чорній обкладинці. Відповідним шифром нотував він у ньому різні справи. У кількох місцях мав пункти, в яких тримав архіви, а також інші важливі речі.» |
Іван Климів підтримував зв'язок з митрополитом Андреєм Шептицьким. Його зв'язковою до митрополита була сестра-монахиня Марія. Про одне з її конспіративних відвідувань Шептицького влітку 1940 року розповідається у книзі Володимира Макара «Бойові друзі».

#### Німецько-радянська війна
З 1941 р. — член Проводу ОУН(б). Влітку, після нападу Німеччини на СРСР, організатор повстанського руху та української адміністрації на залишених радянською владою землях. Міністр політичної координації в Українському Державному Правлінні Ярослава Стецька.
1 липня 1941 р. проголосив себе Начальним командантом Української національної революційної армії (УНРА) і займався її розбудовою. За липень—серпень 1941 р. підрозділи УНРА загальною чисельністю 3-4 тис. чол. було створено приблизно в 15 населених пунктах Західної України. Після відмови нацистів визнати незалежність України і арешту лідерів ОУН частини УНРА було переформовано в загони Української народної міліції. Брав участь в І конференції ОУН(б) у кінці вересня — на початку жовтня 1941 р., на якій постановлено перехід у підпілля.
В кінці літа 1942 Степан Мудрик-Мечник зустрівся з «Легендою», який виклав Мудрикові свій погляд на майбутній розвиток подій у війні. На думку «Легенди», Німеччина була приречена повернутись у свої кордони, а отже, українців чекала війна з червоною Москвою і Польщею. Про домовленості Сталіна, Рузвельта і Черчілля «Леґенда» не міг знати нічого, отож його оцінка свідчить про глибоке розуміння глобальних процесів. Ці висновки Іван Климів висловлював під кінець літа 1942 року, коли німецький наступ на Волзі та Північному Кавказі розгортався без видимої протидії червоноармійців, а німецької катастрофи у Сталінграді ще ніхто не передбачав.

### Арешт і загибель

Пам'ятник у Сільці Шептицького району

На початку грудня 1942 у Львові зібралася на конференцію військова референтура ОУН, щоб відзвітувати Проводу за проведену роботу з підготовки до формування військових сил.
4 грудня нацисти провели широкомасштабну облаву, в ході якої схопили 18 оунівців, переважно працівників військової, пропагандистської і організаційної референтур Проводу, в тому числі 3-х членів Проводу ОУН(б): Івана Климіва («Легенда»), Ярослава Старуха («Синій», «Стяг») і Дмитра Грицая («Дуб», «Перебийніс»).
Ними зайнявся безпосередньо спеціаліст гестапо по ОУН Вільгельм Вірзінґ. Климів під час допитів тримався особливо твердо.
Член ОУН(б) Степан Семенюк, власник конспіративної квартири, на якій Климів проживав час від часу, був заарештований 2 грудня 1942 р. і пізніше згадував, що на першій і останній очній ставці з «Легендою», той був дуже збитий, весь у синяках і ледве говорив, але погляд його був рішучий, ніби говорив — убий, не здамся!
Попри всі старання гестапівці не змогли добитися від Климіва нічого. Останніми його словами були: 
| «Я вже вам сказав, що називаюся Климів-Легенда і нічого більше не скажу. Ви, бандити, окупували Україну і грабуєте – тому з вами говорити не буду». |
Після цього Вірзінґ разом зі своїми підручними Мюллером, Вурмом, Шульцом і фольксдойчем-українцем Тютюнником накинулися на нього і забили до смерті.

## Нагороди
- Згідно з Постановою УГВР від 11.10.1952 р. і Наказом Головного військового штабу УПА ч. 3/52 від 12.10.1952 р. генерал-політвиховник УПА Іван Климів – «Легенда» нагороджений Золотим хрестом заслуги УПА.

## Вшанування пам'яті
- Посмертно, 14 жовтня 1952, Головне Командування УПА відзначило Івана Климіва як першого організатора і політвиховника відділів Української Повстанської Армії, підвищивши його до ступеня генерала-політвиховника УПА.
- 11 липня 1992 р. у рідному селі Климіва йому поставлено пам'ятник. Також у Сільці є вулиця Климіва «Легенди».
- У багатьох містах України є Вулиця Героїв УПА, до яких належить і Іван Климів.
- 22.04.2018 р. від імені Координаційної ради з вшанування пам’яті нагороджених Лицарів ОУН і УПА у м. Сокаль Львівської обл. Золотий хрест заслуги УПА (№ 022) переданий Галині Сосновській та Василю Гарасимчуку, племінникам Івана Климіва – «Легенди».